# Niels Thorborg
Niels Thorborg (født 19. februar 1964 i Kalundborg) er en dansk erhvervsleder, koncernchef i og ejer af 3C Holding (L'EASY, VÆRSGO, D.E.R m.fl.) samt bestyrelsesformand for Odense Sport & Event.
Thorborg er student fra Sorø Akademi og har en HA fra Odense Universitet i 1987. Han læste derefter en HD i afsætning, dog ikke færdiggjort. 

## Russiske aktiviteter
Niels Thorborgs virksomhed, Dinexs beslutning om at fortsætte sine russiske aktiviteter, på trods af Ruslands invasion af Ukraine og de medfølgende globale sanktioner, har medfødt offentlig kritik. Kritikken har taget sit udgangspunkt i selskabets nu ophørte salg af emissionssystemer til det russiske selskab Kamaz, der foruden salg af kommercielle lastbiler også leverer køretøjer til det russiske militær. Dinexs stoppede imidlertid deres salg af produkter til militær brug for mellem 10 og 15 år siden og de solgte emissionssystemer til Kamaz har en miljøstandard der gør dem uegnet til brug i militære køretøjer.

## L'EASY
Niels Thorborg etablerede i 1985 virksomheden VaskRent, som i 1992 skiftede navn til L'EASY. Efter en massiv markedsføring og et simpelt telefonnummer (8×8) erobrede virksomheden store markedsandele i året 1994. Frontfiguren i den nye kampagne var servicemedarbejderen Peter, og sloganet "Hvorfor ringer du ikke til Peter" blev udbredt. I nyere tid kendes figurerne Sjanne og Luffe (spillet af Therese Damsgaard og Rune Tolsgaard) i en kampagne skabt af Nørgård Mikkelsen A/S. 
L'EASY Sverige etableredes i 1998. L'EASY Norge etableredes i 2001. L'EASY overtog i 2007 konkurrenten Thorn, der drev lignende virksomheder i Norge og Sverige. Siden har L'EASY haft aktiviteter i alle tre nordiske lande.
I 1999 etableredes 3C Holding. I 2005 opkøbte L'EASYs konkurrent D:E:R, som i 2015 blev relanceret i helt nyt brand. I 2005 etableredes L'EASY Holland. Afdelingen blev lukket igen i 2009.
NRGi bliver ny samarbejdspartner, da L'EASY i 2008 køber halvdelen af netshoppen wupti.com med frontfiguren Pede fra reklameuniverset, og som skaber en fanskare på mere end 285.000 medlemmer på Facebook. Siden hen bliver L'EASY hovedaktionær, og primo 2015 overtages resten af aktierne, således at selskabet ejes 100%. I juli 2015 godkender Konkurrencestyrelsen Dansk Supermarkeds køb af hele aktieposten.
Den 1. april 2014 etableredes 3C RETAIL A/S som koncernmoderselskab for L'EASY, Wupti.com, D:E:R og Inspiration, hvor wupti.com og godt halvdelen af Inspiration butikkerne nu er solgt fra.

## Privat
Thorborg er gift med Rikke Mølhave Thorborg, administrerende direktør for Odense Eventyr Golf. Parret har tilsammen 5 børn.

## Gudme Raaschou Bank
I 2007 købte Niels Thorborg aktiemajoriteten i Gudme Raaschou Bank. Banken blev i 2009 i forbindelse med finanskrisen overdraget til Finansiel Stabilitet. Det vurderes, at Thorborg tabte 500 millioner kroner på ejerskabet af banken.

## Andre virksomheder
I 2006 var Thorborg medstifter af kapitalfonden Capidea, hvis ejerkreds også tæller Lars Larsen og Asger Aamund, og som frem til 2012 var medejer af gave- og livsstilsbutikskæden Inspiration. Kæden og dens 50 butikker blev i 2012 helt opkøbt af 3C RETAIL. Efter en forandringsproces fra isenkræmmer til livsstilsbutik blev 25 Inspiration butikker og en webshop i 2017 solgt til Imerco. Samtidig etablerede 3C RETAIL den nye landsdækkende livsstilskæde VÆRSGO med 24 butikker bestående af 20 tidligere Inspiration butikker samt 4 nyetablerede butikker.
I 2008 blev 3C Media ApS etableret, og Niels Thorborg blev hovedaktionær i reklamebureauet Nørgård Mikkelsen og web-udviklerselskabet Hedal Kruse Brohus A/S, som i 2015 skiftede navn til Hesehus A/S.
I  2013 blev Odense Eventyr Golf føjet til listen over selskaber i Odense Sport & Event, og i 2016 erhvervedes event- og company food virksomheden Kai Thor..  
I 2016 skød en række investorer, heriblandt Niels Thorborg, en kapitalindsprøjtning på 51 millioner kroner ind i den odenseanske robotvirksomhed Blue Ocean Robotics.
I 2017 blev de 2 koncertbureauer Culture-Club og JVB Live lagt sammen til et af Danmarks største koncertbureauer Live Culture. Den nye virksomhed er en del af Odense Sport & Event. 
I september 2018 åbnede Odense Sport & Event Hotel Odeon, et firestjernet hotel med moderne skandinavisk design og 234 værelser fordelt over 5 etager. Hotellet er Odenses største. 
I 2018 erhverver Niels Thorborg 50 % af Dinex A/S  (globale udstødninger & emissionssystemer).
Igennem selskabet 3C Properties er Niels Thorborg ejer af Odense Erhvervspark A/S samt en række ejendomme.  
3C koncernen står bag opførelsen af ca. 400 boliger i 2 ejendomsprojekter i henholdsvis Cortex Park ved SDU og Østerlunden i Odense. Byggeriet forventes at stå færdigt i løbet af 2018/19.

## Bestyrelsesposter
I 2000 blev Thorborg medlem af bestyrelsen for Odense Boldklub A/S og i 2002 formand. Siden 2006 har han været bestyrelsesformand for Odense Sport & Event, der blev etableret som følge af OB's fusion med Odense Congress Center og koncertbureauet JVB (nu Live Culture).
Medlem af bestyrelsen i selskabet Micro Matic A/S fra 2006 - 2018. Næstformand fra 2014 - 2018.
I 2015 indtrådte Niels Thorborg i bestyrelsen for SDU (Syddansk Universitet). Formand fra 2019. 
I 2018 indtrådte han i bestyrelsen for Dinex A/S (Formand) 
Thorborg er medlem af VL-gruppe 61 og YPO (Young President Organisation).

## Erhvervspriser
I 2004 modtog han Odense Erhvervsråds Erhvervspris. I 2012 var han initiativtager og meget aktiv i stiftelsen af Natteravnene i Odense, og har siden støttet meget op om foreningen.  Niels Thorborg modtog som første privatperson Natteravnenes ærespris i 2012.
I sommeren 2013 deltog Niels Thorborg i Odense Business Task Force, som var nedsat af Odense Kommunes byråd. Task Forcen, der bestod af Lars Nørby Johansen (formand), Connie Astrup-Larsen,(administrerende direktør for Kompan), Jesper Strandskov (professor og dekan ved Syddansk Universitet) - kom med fem vækstanbefalinger til Odense. Alle fem anbefalinger blev vedtaget i byrådet med beslutning om implementering fra 2014, hvor Odense & Co blev etableret til at udføre strategierne.
I 2013 udnævntes Thorborg til Honorær Konsul af Belgien for Fyn og øer.
I november 2015 modtog Niels Thorborg Tietgenprisen for sit engagement i Odense.

## Formue
Thorborgs personlige formue androg ifølge Berlingske Business i 2017 8,8 milliarder kroner, hvilket gjorde ham til Danmarks 11. rigeste og Odenses rigeste. Thorborgs koncern 3C HOLDING A/S beskæftiger ca. 2442 medarbejdere (2023) og betegnes som den private virksomhed, der på Fyn beskæftiger flest medarbejdere, idet over 1000 medarbejdere arbejder her. Koncernen omsatte i 2023 for 3,149 mia. danske kroner.